# Aristobulos von Kassandreia
Aristobulos von Kassandreia (deutsch auch Aristobul; * erste Hälfte des 4. Jahrhunderts v. Chr.; † nach 301 v. Chr.) war ein antiker griechischer Geschichtsschreiber.
Aristobulos’ Geburtsort ist unbekannt; später lebte er in Kassandreia. Er war der Sohn eines gleichnamigen Vaters, vermutlich Hetairos (Gefährte) Philipps II. und nahm am Feldzug Alexanders des Großen als Techniker teil. So wurde er von Alexander bei dessen Rückkehr nach Pasargadae (Anfang 324 v. Chr.) beauftragt, das dort befindliche, aufgerissene und geplünderte Grabmal des persischen Königs Kyros II.  zu restaurieren. Nach Alexanders Tod kehrte er nach Europa zurück, vielleicht 320 v. Chr. in Begleitung des Antipatros. Nach dem Tod des Regenten war er wohl Anhänger von dessen Sohn Kassander und vielleicht einer der ersten Einwohner der 316 v. Chr. gegründeten Stadt Kassandreia. Er soll über 90 Jahre alt geworden sein.
Auf der Grundlage eigener Notizen und Erinnerungen sowie früherer Alexanderhistoriker (Kallisthenes) begann er angeblich erst mit 84 Jahren, eine Alexandergeschichte zu schreiben, die später von Arrian verwendet wurde. Strabon zog Aristobulos ebenfalls als Quelle heran, vor allem bei der Beschreibung Indiens im 15. Buch seiner Geographie. Das Werk des Aristobulos ist nicht erhalten, doch sind über 60 Fragmente als Zitate bei späteren Autoren überliefert. Demnach hatte Aristobulos Interesse an geographischen, botanischen und ethnographischen Themen.
Aristobulos wird von Arrian in dessen Alexandergeschichte zwar als eine wichtige Quelle genutzt (wenngleich Arrian vorwiegend wohl dem Werk des Ptolemaios I. folgte), doch bedeutet dies nicht, dass sein Geschichtswerk kritisch-objektiv war. Vielmehr sah er Alexander insgesamt sehr positiv. So bestreitet er, dass der König viel getrunken habe. Er scheint auch einige populärere Erzählungen aufgenommen zu haben, zumal er nicht alle Ereignisse selbst miterlebt hatte. Dennoch finden sich in den Fragmenten auch durchaus kritische Bemerkungen zu Alexander, dessen Eroberungshunger unstillbar gewesen sei.

## Ausgaben
- Frances Pownall: Aristobulos of Kassandreia (139). In: Brill’s New Jacoby (Text mit englischer Übersetzung, Kommentar und Forschungsdiskussion).